# Agostino Comério

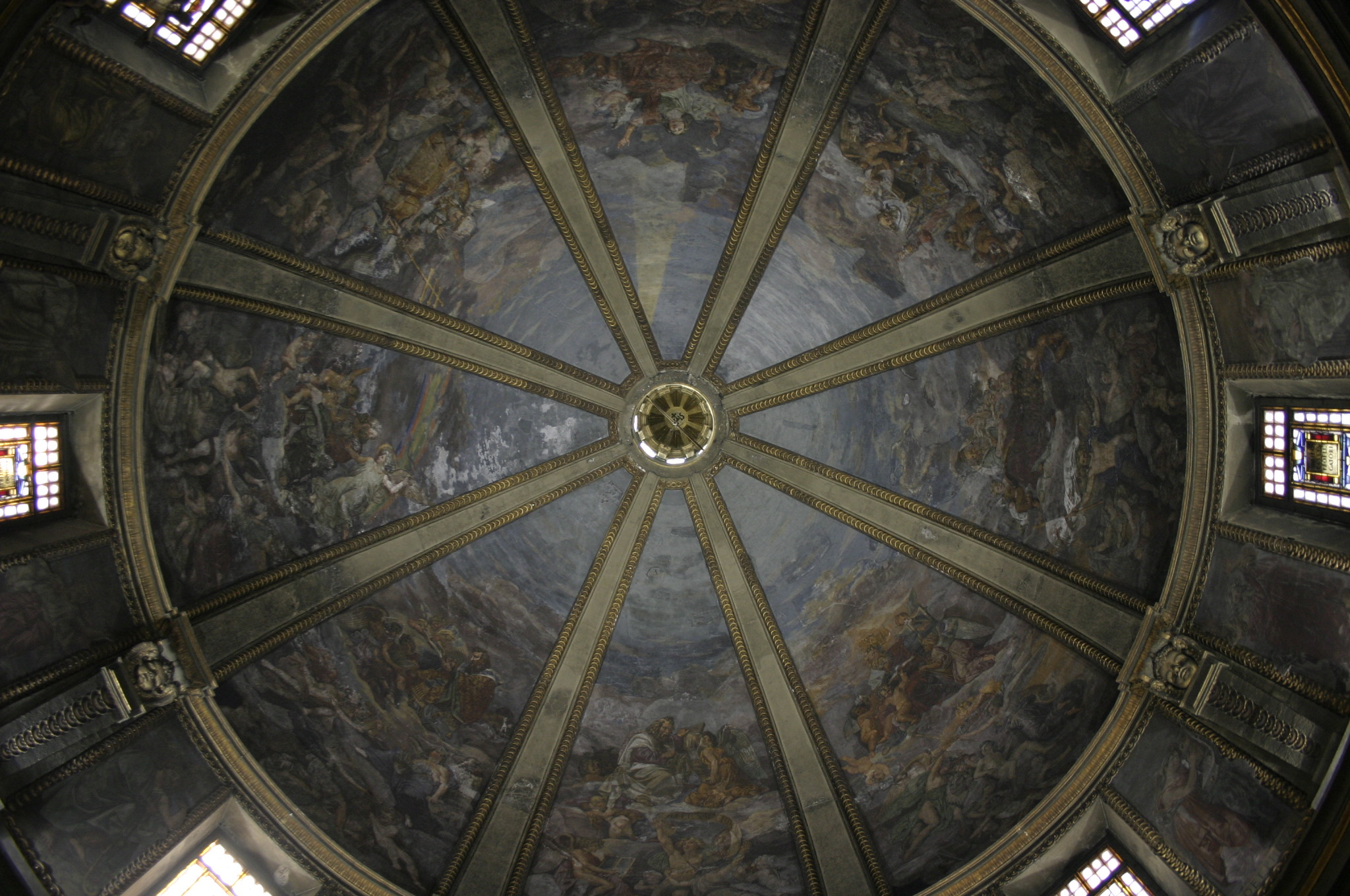
Templo de São Sebastião em Milão, afrescos por Agostino Comério, século XIX.

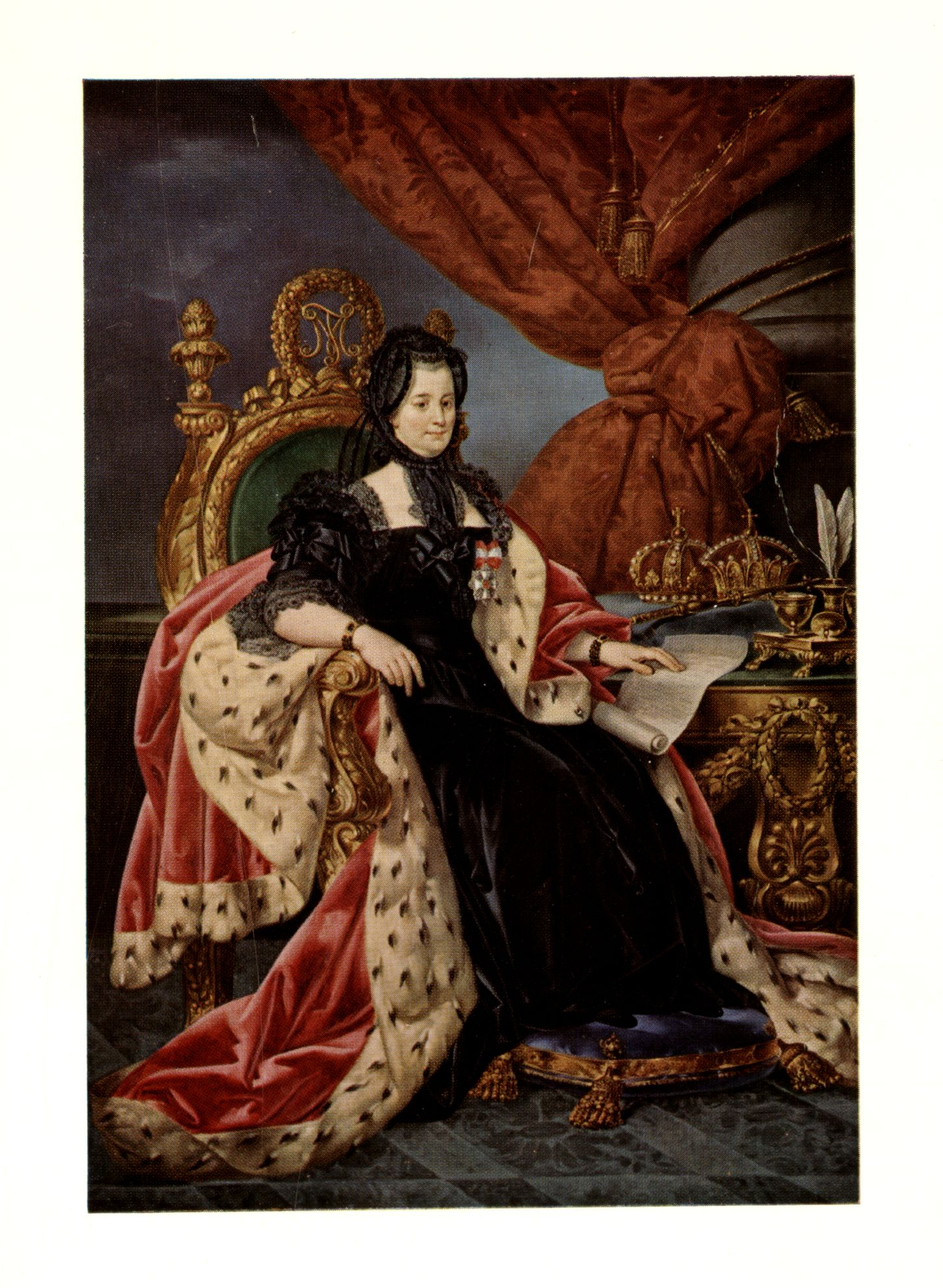
Imperatriz Maria Teresa por Agostino Comerio, 1834, Milão.

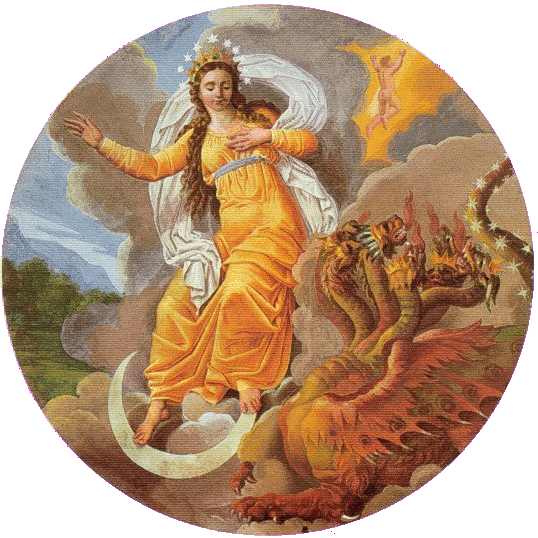
Agostino Comerio, "la Donna e il Drago", afresco de 1824 no Santuário da Madonna de Bocciola.

Agostino Comério (em italiano: Agostino Comerio), (Locate, 12 de maio de 1784 - 5 de agosto de 1834) foi um pintor italiano. Exerceu a sua profissão principalmente no norte da Itália. Era membro de uma tradicional família de pintores e escultores provenientes de Milão, tendo feito um retrato da Imperatriz Maria Teresa da Áustria e esculpido algumas estátuas para a Catedral de Milão.

## Biografia
Agostino Comério foi um pintor italiano que nasceu em Locate, região perto de um dos maiores lagos da Europa, o Lago Como. Era filho de um pintor italiano nascido em Milão, Filippo Comério e o seu nome era uma homenagem ao seu avó paterno, Agostino, que também foi um pintor nascido em Milão.
As suas habilidades artísticas foram ensinadas pelo seu pai Filippo Comério, tendo posteriormente se mudado para a cidade de Milão, onde estudou na Academia de Belas Artes de Brera, patrocinado pelo Cardeal Dugnani. Mais tarde, Agostino Comério viveu em Roma entre 1803 e 1805 para aperfeiçoar os seus estudos na pintura. Em 1805 ele ganhou o seu primeiro prêmio na Accademia del Campidoglio, que na época era liderada pelo célebre Antonio Canova.
No ano de 1806, Agostino Comério ganhou uma bolsa de estudos do governo italiano. Posteriormente, ele retornou à Lombardia em 1810 e esculpiu algumas estátuas para a Catedral de Milão.
Ele foi recrutado para trabalhar em Mântua como designer "Dos trabalhos de Giulio" do comitê filantrópico criado pelo Conde Miollis, um aristocrata francês. Além disso, foi responsável por esculpir modelos para uma grande escultura de bronze em homenagem a Santo André.
Em 1814 Comério viajou para Paris e Londres, tendo depois de algum tempo retornando à Itália, se estabelecendo em Verona, onde decorou os palazzos do Conde Erbisti, do Marquês Giovanni Pindemonte, do Marquês de Fracastoro e de outros nobres da época. Com isso, Agostino Comério continuou a receber propostas de trabalho em Vicenza, Milão e Lombardia. Ele assim, pintou um afresco em San Satiro e no Santuário da Madonna de Bocciola, no Lago d'Orta. Além disso, foi contratado para pintar alguns afrescos no Palazzo Ridolfi. Por estas obras, em 1819, foi nomeado membro honorário da Academia de Belas Artes de Veneza. Nesta cidade, decorou as residências dos Condes venezianos Fioccardi, Capra e Sessa.
No ano de 1823, Agostino teve grande sucesso com dois trabalhos apresentados na Academia de Brera, tendo com esse evento se tornando membro de honra. Ele exibiu uma tela chamada de "O Cego Édipo no Exílio", que foi comprada pelo príncipe russo Galitzin de Moscou, seguido em 1824 por uma obra chamada de "A Morte de Rafael", que foi vendida a um nobre russo. Comério também trabalhou na restauração de pinturas históricas existentes em Certosa di Pavia.

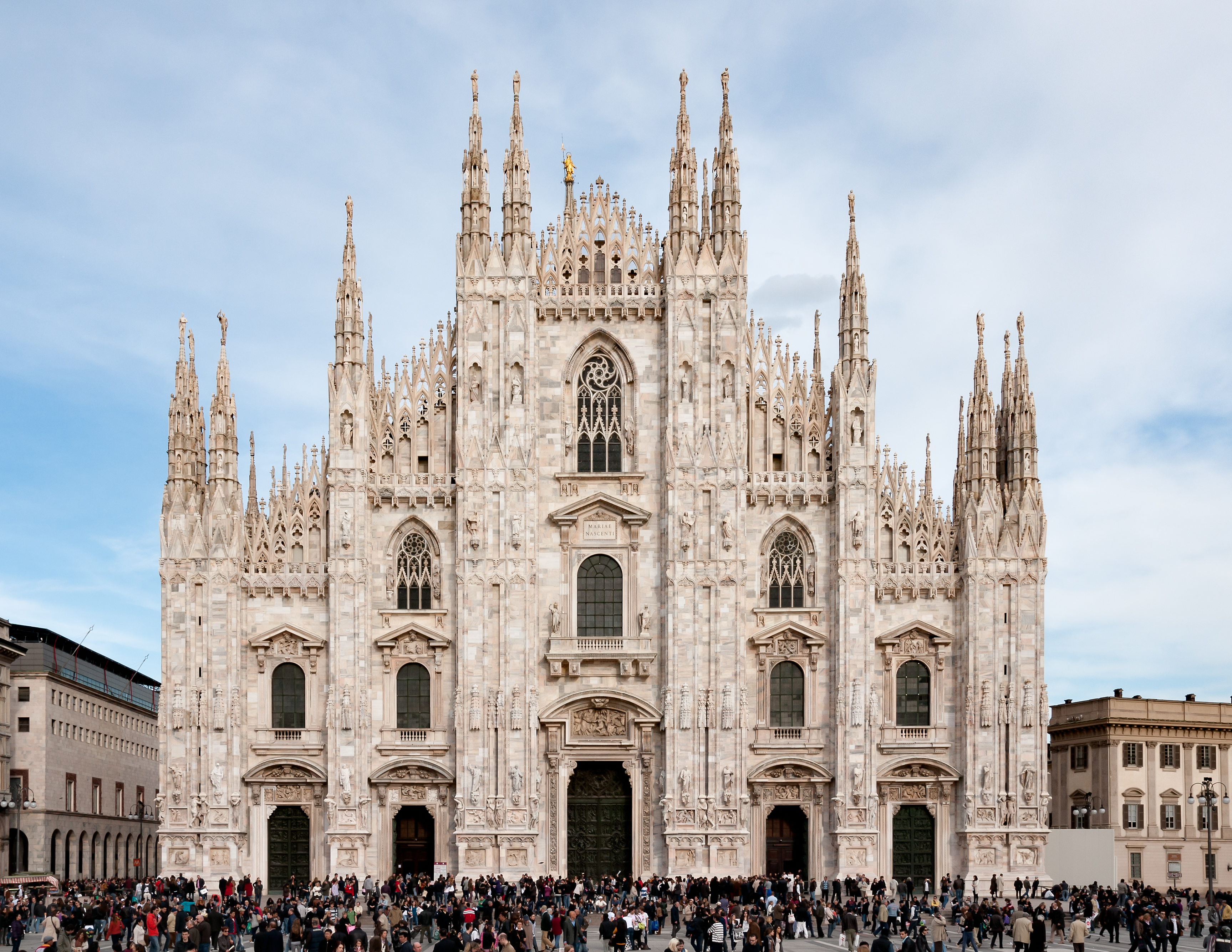
Catedral de Milão (Duomo), onde Agostino Comério esculpiu algumas esculturas.

Ainda há alguns de seus trabalhos no Museo dell'Opera del Duomo, em Milão. Por fim, é importante dizer que a sua última tela pintada foi o retrato da Imperatriz Maria Teresa da Áustria, que hoje se encontra preservado na Biblioteca Braidense.

## Falecimento
No ano de 1827, foi nomeado professor de pintura, substituindo Domenico Aspari na Academia Braidense, onde lecionou até a morte. Chegou a fazer, em 1828, alguns estudos da Última Ceia de Leonardo da Vinci. Nesta época, Agostino Comério atuou como juiz em vários comitês de avaliação da indústria.
Apesar de, já no final da sua vida, desenvolver hidropisia cardíaca, Comério começou a projetar e pintar afrescos para a cúpula da Igreja de São Sebastião em Milão, projetada por Pellegrino Tibaldi, que de acordo com a crítica especializada, foi o seu mais célebre trabalho.
Em 1834 Agostino foi para Recoaro para descansar de seu trabalho e encontrar alívio dos seus problemas de saúde. Contudo, acabou falecendo no dia 5 de agosto de 1834.